# Halcyon
Halcyon es un género de aves coraciformes perteneciente a la familia Halcyonidae. La mayoría de sus miembros habitan en el África subsahariana, aunque tiene dos representantes en el sur de Asia, uno de los cuales, el alción de Esmirna ocasionalmente aparece en Europa.

## Especies
El género contiene 11 especies:
- Halcyon coromanda - alción rojizo;
- Halcyon badia - alción castaño;
- Halcyon smyrnensis - alción de Esmirna;
- Halcyon leucocephala - alción cabeciblanco;
- Halcyon pileata - alción capirotado;
- Halcyon cyanoventris - alción de Java;
- Halcyon senegalensis - alción senegalés;
- Halcyon senegaloides - alción de manglar;
- Halcyon malimbica - alción pechiazul;
- Halcyon albiventris - alción cabecipardo;
- Halcyon chelicuti - alción estriado.

Aunque algunas fuentes incluyen también en este género a los miembros de Pelargopsis, Syma y Todirhamphus.

## Etimología
Halcyon es el nombre de un ave de una leyenda griega, que generalmente se asocia con el martín pescador. En la antigüedad se creía que esta ave anidaba sobre el mar que se calmaba para que se pudieran incubar sus huevos en el nido flotante. Por ello se esperaban dos semanas de calma alrededor del solsticio de invierno. Este mito hacía que el término halcyon se usara como sinónimo de paz y calma.

## Biología
Los alciones de este género son aves de tamaño considerable y grandes picos. Suelen ser aves sedentarias, aunque los alciones de Esmirna y rojizo son parcialmente migradores. Se encuentran en gran variedad de hábitats, con bosques de diversos tipos como ambientes preferidos. Cazan al acecho, permaneciendo inmóviles a la espera de pequeños animales como insectos grandes, roedores, serpientes, ranas, y algunos también atrapan peces.